# Кудакова Марія Іванівна
Марія Іванівна Кудакова (11 грудня 1931 — 10 серпня 2015) — знана доярка, передовик сільського господарства в СРСР, Герой Соціалістичної Праці (1976).
Обиралась депутатом Верховної Ради РРФСР 10-го скликання (1980—1984), делегатом XXVI з'їзду КПРС (1981).

## Життєпис
Народилася в селі Большая Аря, нині Лукояновського району Нижньогородської області Росії, в селянській родині.
Трудову діяльність розпочала 1943 року рядовою колгоспницею. З 1947 року і протягом 37 років — доякра на молочній фермі радгоспу «Большеарський».
У 1955 році визнана «кращою молодою дояркою» Арзамаської області. З 1973 року — постійна учасниця ВДНГ СРСР.
Після виходу на пенсію мешкала в рідному селі, де й похована.

## Нагороди
Указом Президії Верховної Ради СРСР від 23 грудня 1976 року «за видатні успіхи, досягнуті у Всесоюзному соціалістичному змаганні, виявлену трудову звитягу у виконанні планів і соціалістичних зобов'язань зі збільшення виробництва і продажу державі сільськогосподарських продуктів у 1976 році», Кудаковій Марії Іванівні присвоєне звання Героя Соціалістичної Праці з врученням ордена Леніна і золотої медалі «Серп і Молот» (№ 18529).
Нагороджена чотирма орденами Леніна (22.03.1966, 08.04.1971, 06.09.1973, 23.12.1976), орденом «Знак Пошани» (12.03.1958) і медалями.